# Nu Andromedae
Nu Andromedae (ν And / ν Andromedae) è una binaria spettroscopica posta alla distanza di 680 anni luce dal Sistema solare, nella direzione della costellazione di Andromeda.
Nu Andromedae venne scoperta e descritta dal danese Tycho Brahe, che però mancò di osservare l'assai prossima Galassia di Andromeda. Ciò ha indotto a supporre che la Galassia possa presentare una variabilità nella propria luminosità.

## Osservazione

Nu Andromedae

Nu Andromedae appare come un oggetto di magnitudine pari a 4,53 ed è pertanto visibile ad occhio nudo in un cielo buio. Può essere osservata da entrambi gli emisferi terrestri, sebbene la sua declinazione settentrionale favorisca notevolmente gli osservatori dell'emisfero nord; dalle regioni boreali si presenta estremamente alta nel cielo nelle notti d'autunno, mostrandosi persino circumpolare dalle regioni più settentrionali e della fascia temperata medio-alta, come l'Europa centro-settentrionale e il Canada, mentre dall'emisfero australe resta sempre molto bassa, ad eccezione delle aree prossime all'equatore. È comunque visibile da buona parte delle aree abitate della Terra. Il periodo migliore per la sua osservazione nel cielo serale è quello compreso fra settembre e marzo; nell'emisfero boreale è uno degli oggetti più caratteristici dei cieli autunnali.
Data la sua vicinanza prospettica alla Galassia di Andromeda, è utilizzata per determinare la posizione di quest'ultima, in combinazione con Mirach (β And) e μ Andromedae.

## Il sistema
Il sistema è composto da due stelle. La primaria è una stella bianco-azzurra di sequenza principale, classificata come B5 V+; la compagna è una stella bianco-gialla di sequenza principale, classificata come F8 V.
Le osservazioni spettroscopiche hanno permesso di stabilire che la compagna completa una rotazione intorno alla primaria in 4,28 giorni e che le due stelle distano circa 20 raggi solari. Sono stati inoltre misurati i periodi di rotazione delle due stelle, che, abbinati ad una stima delle dimensioni, suggeriscono che i due corpi siano in rotazione sincrona. Inoltre, la componente A del sistema dovrebbe avere un'età prossima agli 80 milioni di anni, che corrisponde, per una stella avente circa 6 volte la massa del Sole, alla conclusione della fase di sequenza principale, con l'esaurimento della scorta di idrogeno e l'inizio della fusione dell'elio. L'innesco della fusione dell'elio determinerà l'espansione dell'astro in una gigante rossa, che potrebbe raggiungere dimensioni tali da inglobare la stella compagna.